# Jean-François de La Rocque de Roberval

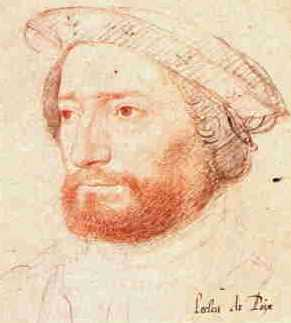

Jean-François de La Rocque de Roberval (ur. 1500 w Carcassonne, zm. 1560 w Paryżu) – francuski podróżnik.
W 1543 roku na czele osadników miał rozpocząć stałą kolonizację kontynentu północnoamerykańskiego przez Francuzów. Akcja nad rzeką świętego Wawrzyńca zakończyła się fiaskiem i w 1545 roku koloniści zdecydowali się opuścić te tereny. 
Od tego czasu na czterdzieści lat została zatrzymana europejska kolonizacja terytorium dzisiejszej Kanady.
De Roberval zginął z rąk rozwścieczonego tłumu w czasie zamieszek anty-protestanckich, jako jeden z pierwszych męczenników hugenockich.